# هنري ريد ستايلز
هنري ريد ستايلز (بالإنجليزية: Henry Reed Stiles)‏ هو نَسَّاب أمريكي، ولد في 10 مارس 1832 في نيويورك في الولايات المتحدة، وتوفي في 7 يناير 1909.